# Tony Sansone
Tony Sansone (Cosenza, 14 novembre 1964) è un doppiatore italiano.

## Doppiaggio

### Film
- Sean Patrick Thomas in La bottega del barbiere, La bottega del barbiere 2, The Fountain - L'albero della vita, La bottega del barbiere 3, Macbeth
- Jason Lee in Jay & Silent Bob... Fermate Hollywood!, Heartbreakers - Vizio di famiglia
- Mark Wahlberg in Planet of the Apes - Il pianeta delle scimmie
- Tim Robbins in Bob Roberts, Tentazioni (ir)resistibili
- Nicolas Cage in Cuore selvaggio, The Runner, Kill Chain, Grand Isle
- Terrence Howard in Sotto corte marziale
- Tupac Shakur in Istinti criminali
- Vince Vaughn in The Cell - La cellula
- Dash Mihok in Romeo + Giulietta di William Shakespeare
- Michael Trucco in Battlestar Galactica: The Plan
- Ian Hart in Liam
- Terry Crews in Deadpool 2
- Michael Vartan in One Hour Photo
- Robert Downey Jr. in Good Night, and Good Luck
- Matthew McConaughey in Frailty - Nessuno è al sicuro
- Luke Wilson in La rivincita delle bionde
- Lou Diamond Phillips in Che - Guerriglia
- Ryan Gosling in Half Nelson
- Cole Hauser in White Oleander
- Jay Hernandez in Carlito's Way - Scalata al potere
- Chris Kattan in Monkeybone
- Orlando Jones in Double Take
- Scott Caan in Fuori in 60 secondi
- Paul Rudd in Prima o poi s...vengo!
- Brendan Fletcher in Freddy vs Jason
- Derek Luke in Antwone Fisher
- Skeet Ulrich in Cavalcando con il diavolo
- Nick Moran in D'Artagnan
- Jamie Kennedy in 1 km da Wall Street
- Davis Robertson in The Company
- Kris Marshall in Iris - Un amore vero
- Judge Reinhold in Che fine ha fatto Santa Clause?
- Steve Buscemi in Gli imbroglioni
- Al Sapienza in 11 settembre - Tragedia annunciata
- Alessandro Nivola in Reach the Rock
- Usher Raymond in Una voce per gridare
- Dave Grohl in Tenacious D e il destino del rock
- Pete Outerbridge in San Giovanni - L'apocalisse
- Zen Gesner in Io, me & Irene
- John Martino ne Il padrino (ridoppiaggio 2008)
- Omar Epps in 3022
- David Duchovny in Il viaggio di Adam
- Skip Schwink in Agente Segreto Sam

### Serie televisive
- Eric Balfour in 24 (1ª voce)
- Jason George in Grey's Anatomy, Station 19
- Michael Vartan in Alias
- James Badge Dale in 24
- Omar Epps in Dr. House - Medical Division
- Joel Gretsch in 4400
- Michael Trucco in Battlestar Galactica
- Ed Quinn in Eureka
- Mos Def in Dexter
- Jon Tenney in Scandal
- Patrick Fabian in Better Call Saul

### Film d'Animazione
- Mukade, Anrokuzan in Naruto Shippuden - Il film: La torre perduta

### Cartoni animati
- Reverendo Lovejoy (st. 34+) ne I Simpson

### Videogiochi
- Michael Vaughn in Alias: The Game (2004)[1]
- Chase Edmunds in 24: The Game (2006)[2]
- Urzael e Zayl in Diablo III: Reaper of Souls (2014)[3]
- Bushwhack in Skylanders: Trap Team (2014)
- BT in Titanfall 2 (2016)[4]
- Osiride in Destiny 2 (2017)[5]
- Flash in Injustice 2 (2017)[6]
- Wilson Fisk in Spider-Man (2018)[7] e Spider-Man: Miles Morales (2020)[8]
- Anayama in Sekiro: Shadows Die Twice (2019)[9]
- Robocop e Cyrax in Mortal Kombat 11 (2019)[10]
- Cap. Derrick Kouri in Days Gone (2019)[11]
- Black Panther in Marvel Dimension of Heroes (2019)[12]
- Grinch in Call of Duty: Modern Warfare (2019)[13]
- Altre voci in Mirror's Edge Catalyst,[14] Cyberpunk 2077[15]